# Destil·lador d'aigua

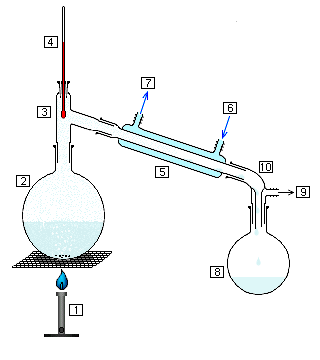
Destil·lació simple sense la columna de fraccionament, utilitzada sovint en els laboratoris químics.
1. font de calor (aquí un Bunsen)
2. globus a destil·lar
3. cap de destil·lació
4. termòmetre
5. refrigeració per aigua
6. entrada de l'aigua de refredament
7. sortida d'aigua de refredament
8. globus de recepció de les gotes de destil·lat
9. cap a una bomba de buit eventualment
10. adaptador per la bomba de buit

Un destil·lador d'aigua de laboratori és l'aparell o aparells que proporcionen l'aigua destil·lada necessària per a moltes de les tasques d'un laboratori.
Els aparells destil·ladors poden ser de vidre o metàl·lics (en general d'acer inoxidable) Els aparells de destil·lació poden actuar pel sistema de doble destil·lació, destil·lació de quars i condensadors de laboratori entre d'altres.